# Литвиненко Анатолій Григорович
Анатолій Григорович Литвиненко (7 грудня 1958 — 27 червня 1988) — капітан радянської армії, командир ланки Мі-24, учасник афганської війни.

## Життєпис
Народився 7 грудня 1958 року в селі Бобрик Білопільського району Сумської області. Після закінчення школи працював токарем-карусельником на СНВО ім. М.В. Фрунзе. Пізніше пройшов навчання при Саратовському вищому військовому авіаційному училищі льотчиків.
Проходив військову службу у в/ч 97978, був командиром ланки гелікоптерів Мі-24. 
Загинув 27 червня 1988 року в Афганістані. 
Похований в селі Могриця. 

## Нагороди та вшанування
- Нагороджений двома орденами Червоної Зірки (7 вересня 1988, 01 лютого 1989, посмертно).
- Одна з вулиць села Бобрик названа на його честь[1].